# Dirk van Hogendorp

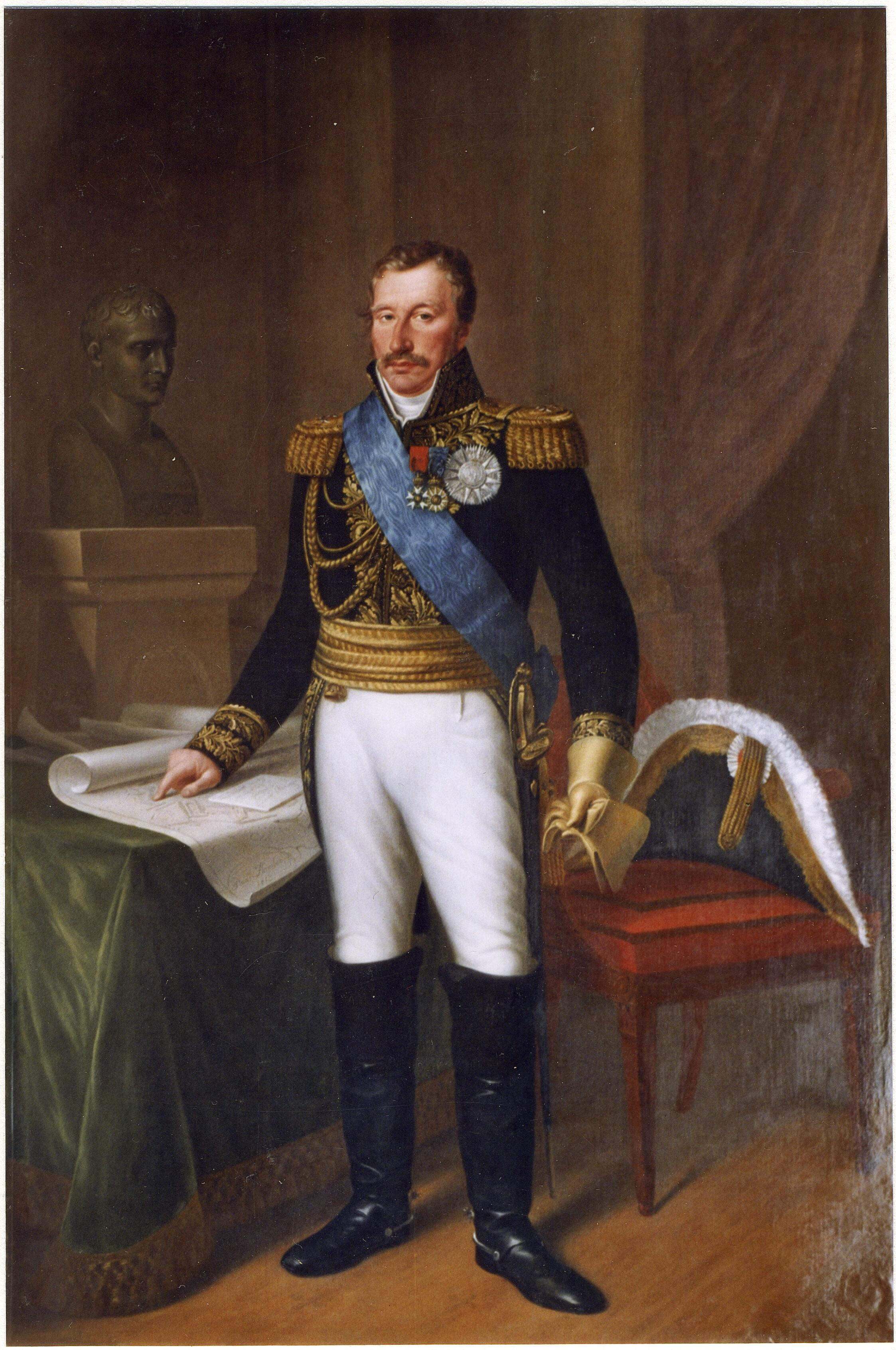
Dirk van Hogendorp (Gemälde von Christoffer Suhr, 1814)

Graf Dirk van Hogendorp (* 13. Oktober 1761 in Heenvliet; † 29. Oktober 1822 in Novo Sion bei Rio de Janeiro) war ein niederländischer General und Staatsmann. Er entstammte dem Geschlecht Van Hogendorp und war ein Bruder von Gijsbert Karel van Hogendorp.

## Leben
Er diente neun Jahre in der preußischen Armee. Seit 1783 war er in den niederländischen Kolonien Beamter der Ostindischen Kompanie. 1785 heiratete er Margaretha Elisabeth Bartlo in Batavia. Als Beamter der VOC in Ost-Java besaß er in den 1790er Jahren Sklaven. Er wurde hier 1798 unter Sebastiaan Cornelis Nederburgh und Simon Hendrik Frijkenius verhaftet, entfloh aber 1799 in seine Heimat. 1801 verfasste er ein Buch "Stukken raakende den tegenwoordigen toestand der Bataafsche bezittingen in Oost-Indiën en den handel op dezelve' in dem er den Sklavenhandel kritisierte. Er setzte sich für dessen Verbot ein, wollte die existierenden Sklaven aber noch 20 Jahre in diesem Zustand belassen um sie in dieser Zeit zur Freiheit zu erziehen. Er verfasste ferner das Theaterstück "Kraspoekol, of de slaaverny (Kraspoekol, oder Sklaverei), das März 1801 im Theater in der Casuariestraat in Den Haag uraufgeführt, aber ausgepfiffen wurde.
1803 ging er als Gesandter nach Sankt Petersburg, kehrte 1805 nach Holland zurück, wurde 1807 vom König Ludwig Bonaparte zum Kriegsminister, in demselben Jahr zum Gesandten in Wien, 1809 in Berlin, 1810 in Madrid ernannt. 1811, nach der Eingliederung Hollands, trat er als Général de division und Adjutant des Kaisers in die französische Armee ein und wurde 1812 zum Gouverneur von Vilnius, 1813 von Hamburg ernannt, wo er sich überall durch seine Härte verhasst machte. Nach Napoleons Sturz zog er sich nach Holland zurück, trat aber 1815 wieder in Napoleons Dienste.
Nach der endgültigen Niederlage Napoleons entlassen, schiffte er sich 1816 nach Südamerika ein und wurde dort zum Plantagenbesitzer und Sklavenhalter, da ihm freie Arbeiter ständig davonliefen. Er starb am 29. Oktober 1822 auf seiner Plantage Novo Sion bei Rio de Janeiro, auf dem seine Sklaven Kaffee und Orangen anbauten.